# Sketches by Boz

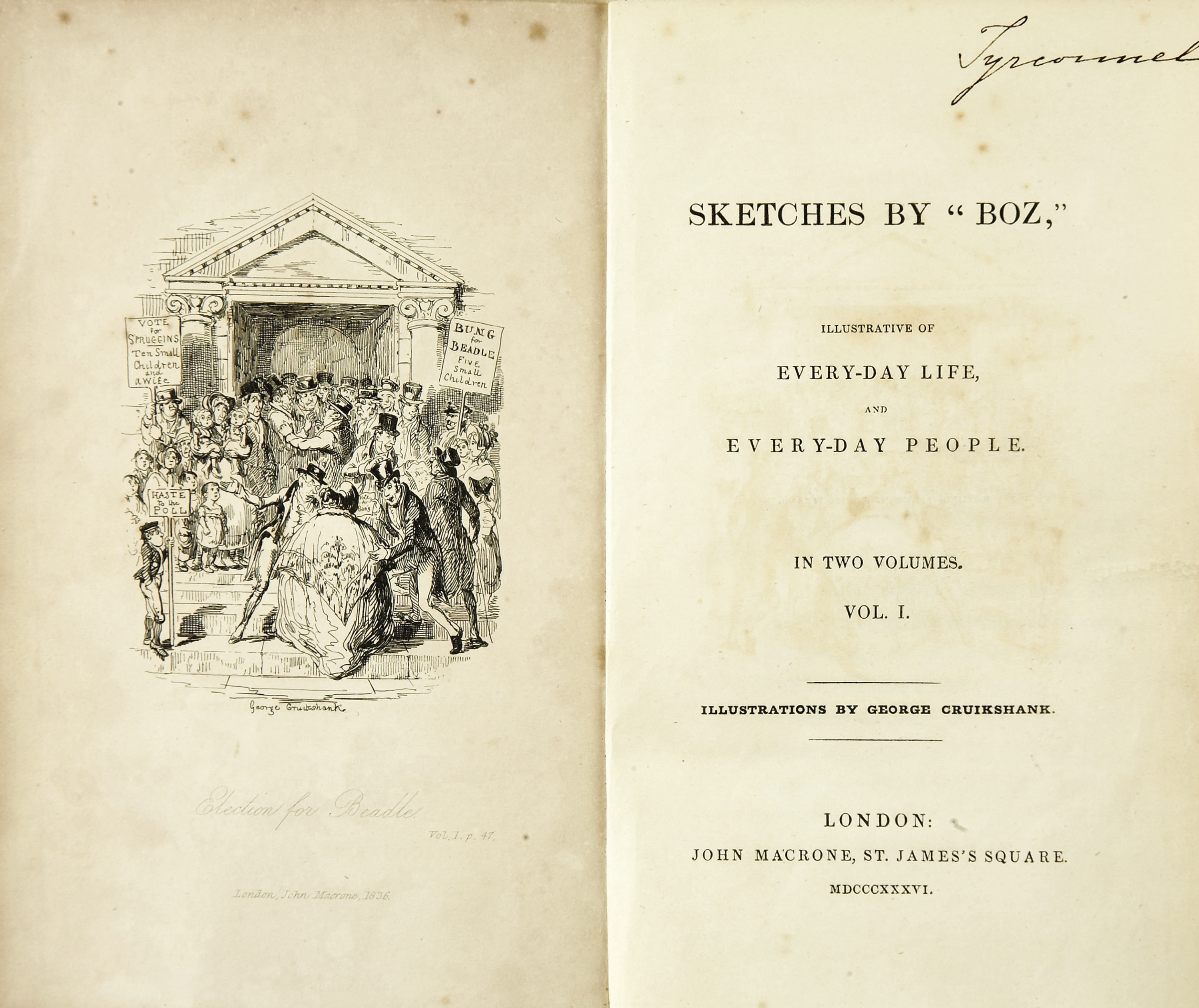
Erstausgabe von Sketches by Boz

Sketches by Boz ist das erste Buch des britischen Schriftstellers Charles Dickens. Das 1836 veröffentlichte Werk enthält Kurzgeschichten, die Dickens 1833 bis 1836 für verschiedene Zeitungen geschrieben hatte. Thema sind verschiedene Alltagsszenen.

## Entstehung und Veröffentlichung
Dickens erstes fiktive Werk und erster Sketch, A Dinner at Poplar Walk, später zu Mr. Minns and His Cousin umbenannt, wurde Ende 1833 im Monthly Magazine veröffentlicht, für das er im nächsten Jahr noch sechs Kurzgeschichten verfassen würde. Bis 1836 würden in Zeitungen wie dem Bell's Weekly Magazine, Morning Chronicle, Evening Chronicle, Bell's Life in London, Library of Fiction und Carlton Chronicle zwei Reihen an Kurzgeschichten unter Dickens Pseudonym Boz erscheinen. Im Oktober 1835 erhielt Dickens für die Veröffentlichung dieser vom Herausgeber John Macrone £100, für das Erstlingswerk eines unbekannten Autors eine hohe Summe. Dickens, dem das Projekt imponierte, überarbeitete seine Werke. So entfernte er Profanität und schränkte Anspielungen auf Zeitgeschehen ein. Illustriert wurde die erste Ausgabe von George Cruikshank, mit dem Dickens eng zusammengearbeitet hatte. Erste Titelvorschläge, beispielsweise Bubbles from the Brain of Boz and the Graver of Cruikshank, Sketches by Boz and Cuts by Cruikshank und Etchings by Boz and Wood Cuts by Cruikshank, heben Cruikshanks Arbeit hervor. Auch die damalige Kritik betonte die Illustrationen Cruikshanks, der damals deutlich bekannter als Dickens war.
Obwohl die Veröffentlichung der ersten Reihe für die lukrative Weihnachtssaison geplant war, verzögerte sie sich bis zum 8. Februar 1836. Trotzdem wurde das Buch schnell zu einem Bestseller. Zwei Ausgaben folgten bis zum Frühjahr 1837; die zweite Reihe erschien am 17. Dezember 1836 und erhielt im nächsten Jahr eine zweite Auflage. Nachdem 1837 nach einem Streit zwischen Dickens und Macrone der Verlag Chapman and Hall beide Reihen für £2250 erworben hatte, wurden zwischen November 1837 und Juni 1839 beide Reihen nach dem Vorbild von Dickens’ immens erfolgreichem Roman Die Pickwickier, der zwischen März 1836 und Oktober 1837 erschien, in 20 Teilen monatlich veröffentlicht. Darauf brachte Chapman and Hall beide Reihen in einem Band auf den Markt. In den kommenden Jahren wurden sie 1850 als Cheap edition, 1858 als Library edition und 1868 in der Charles Dickens edition neu veröffentlicht. Auch übernational war das Buch ein Erfolg und erschien 1836 unter dem Titel Watkins Tottle and Other Sketches beim philadelphischen Verlag Carey, Lea & Blanchard in den Vereinigten Staaten. Bis 1838 erhielt Sketches by Boz drei weitere amerikanische Ausgaben. Auch in Britisch-Indien (1837) und in Frankreich (1839) wurde es veröffentlicht. Die erste deutsche Übersetzung erschien 1838.

## Inhalt
Die Kurzgeschichten von Sketches by Boz lassen sich generell in zwei Kategorien aufteilen: In den Sketches skizziert der Erzähler das Geschehen auf einer Londoner Straße ohne einem Handlungsstrang zu folgen. Die Tales sind hingegen sardonische Kurzgeschichten, die lächerliche oder hochnäsige Charaktere bloßstellen. Einige Tales, besonders The Black Veil und The Drunkard's Death, lassen sich der gothic fiction zuordnen. Als Erzähler beschreibt Boz verschiedene Alltagsszenen humorvoll und mit treffenden, bissigen Charakterbeschreibungen. Dabei wird Dickens von Gepflogenheiten des zeitgenössischen Dramas beeinflusst, welches er rege verfolgte. Obwohl Sketches by Boz hauptsächlich der Unterhaltung des Lesers dient, kritisiert Dickens auch soziale Missstände im England des 19. Jahrhunderts – Ein Hauptmerkmal seiner späteren Werke.

## Rezeption
Sketches by Boz etablierte Dickens als prominente Figur der britischen Literaturwelt und ebnete den Weg für spätere Erfolge wie Oliver Twist. Viele der Kurzgeschichten wurden u. a. von Dickens für die Bühne adaptiert. Sketches by Boz wurde jedoch bald von Dickens erstem Roman, Die Pickwickier, überschattet. Der Autor selbst distanzierte sich später von seinem Erstlingswerk; es sei von Hastigkeit und Unerfahrenheit gezeichnet gewesen, wie er in einem Vorwort zu einer Ausgabe der Sketches by Boz aus dem Jahr 1850 schrieb.